# Helmhold II van Schwerin
Helmhold II van Schwerin (overleden in 1267) was van 1228 tot 1267 mede-graaf van Schwerin. 

## Levensloop
Hij was de tweede zoon van graaf Hendrik I van Schwerin en Eudoxia van Koejavië, dochter van hertog Bolesław van Koejavië. Na de dood van zijn vader in 1228 werden hij en zijn oudere broer Günzel III graaf van Schwerin. Op het moment dat ze graven werden, waren ze nog minderjarig. Hierdoor was hun moeder Eudoxia enkele jaren voogdes en regentes voor haar zoon. Van 1246 tot 1267 was zijn neef Hendrik II, de zoon van Günzel III, eveneens graaf van Schwerin.
Als graaf oefende Helmhold II weinig invloed uit op het regeringsbeleid. Waarschijnlijk bleef hij ongehuwd. In 1267 stierf hij zonder nakomelingen na te laten.